# Episodi di Blue Eye Samurai
La prima stagione della serie televisiva Blue Eye Samurai, composta da 8 episodi, è stata interamente pubblicata su Netflix, in tutti i paesi in cui è disponibile, il 3 novembre 2023.
| n° | Titolo originale                    | Titolo italiano                            | Pubblicazione   |
| -- | ----------------------------------- | ------------------------------------------ | --------------- |
| 1  | Hammerscale                         | Impurità                                   | 3 novembre 2023 |
| 2  | An Unexpected Element               | Un elemento inaspetato                     | 3 novembre 2023 |
| 3  | A Fixed Number of Paths             | Un numero fisso di strade                  | 3 novembre 2023 |
| 4  | Peculiarities                       | Le esigenze più particolari                | 3 novembre 2023 |
| 5  | The Tale of the Ronin and the Bride | Il ronin e la sposa                        | 3 novembre 2023 |
| 6  | All Evil Dreams and Angry Words     | Tutti i sogni malvagi e le parole rabbiose | 3 novembre 2023 |
| 7  | Nothing Broken                      | Nulla si rompe                             | 3 novembre 2023 |
| 8  | The Great Fire of 1657              | Il grande incendio del 1657                | 3 novembre 2023 |

## Impurità
In un negozio di soba, Mizu incontra un "commerciante di carne" (un fornitore di donne nei bordelli) con una pistola occidentale. Mizu lo costringe a rivelare il nome del trafficante d'armi, Heiji Shindo. Ringo, l'addetto alla cucina, segue Mizu e implora di essere preso come apprendista.
La principessa Akemi, l'unica figlia del Daimyō di Kyoto, Lord Daiichi Tokunobu, convince suo padre ad approvare il suo matrimonio con Taigen, un giovane ed esperto samurai. Mizu cerca un incontro con il maestro dello Shindo Dojo per scoprire dove si trova suo fratello, Heiji Shindo. Quando la richiesta viene rifiutata, si verifica un conflitto; Mizu sconfigge facilmente gli studenti. Taigen, che ha tormentato Mizu da bambino, è ora il campione più amato del dojo, ma quando Mizu lo sconfigge, il maestro rivela la posizione di suo fratello.
In un flashback da bambina, Mizu incontra il Maestro Eiji, un fabbro cieco; Recuperano un meteorite metallico blu incandescente. Diventa la sua apprendista e impara a forgiare la spada.
Nel presente, per volere di uno straniero, Heiji Shindo invia degli assassini le "Quattro Zanne" per uccidere Mizu. Ringo scopre che Mizu è una donna.

## Un elemento inaspettato
Permettendo con riluttanza a Ringo di unirsi a lei, Mizu arriva in una città costiera, cercando di noleggiare una barca per raggiungere la fortezza dell'isola di Shindo. Shindo e lo straniero organizzano una "sorpresa" per lo Shōgun a Edo. Taigen insegue Mizu per riconquistare il suo onore. A causa della sconfitta di Taigen, il padre di Akemi progetta di darla in sposa al secondogenito vedovo dello Shōgun e la porterà a Edo in cinque giorni, nonostante le sue obiezioni. Decide di scappare alla ricerca di Taigen, anche se il servitore di suo padre, Seki, la cattura e, incapace di fermarla, si unisce a lei.
Mentre Ringo partecipa ai festeggiamenti della città, Mizu si allena sulle scogliere sovrastanti. Ricorda un assassino di nome Chiaki intriso di sangue, che ingannò lei e il padre di Spada facendogli forgiare una spada, che si ruppe vicino alla punta durante il processo di forgiatura a causa dell'inesperienza di Mizu. Le Quattro Zanne attaccano, con il loro leader che si rivela essere Chiaki, che usa ancora la lama spezzata. Mizu combatte contro i Fangs sulla parete rocciosa e li uccide tutti e quattro, anche se viene gravemente ferita nel processo. Taigen, dopo aver rintracciato Mizu si rivela e la sfida, al che lei acconsente ma crolla improvvisamente a causa della perdita di sangue; lasciando Taigen esitante a colpire.

## Un numero fisso di strade
Taigen e Ringo portano Mizu a rifugiarsi in un santuario vicino. Mizu accetta un contratto per duellare con Taigen una volta guarita. Un uomo enorme con una mazza consegna un invito a una "cerimonia del tè" con Heiji. Anche se Taigen sospetta che si tratti di una trappola, Mizu accetta ed entrambi si recano all'incontro. Heiji dà a Mizu tre opzioni: essere pagata per rinunciare alla sua vendetta, essere contrabbandata nel castello di Heiji in barili di sakè per uccidere l'uomo bianco, o rifiutare ed essere uccisa dagli arcieri presumibilmente nascosti nelle vicinanze. Mizu scopre il bluff di Heiji e gli taglia il braccio. Taigen e Mizu fuggono con l'aiuto di Ringo mentre vengono bombardati da centinaia di frecce. Successivamente, Mizu fa perdere i sensi a Taigen e lo lascia con la lama rotta di Chiaki e un biglietto in cui promette di partecipare al loro duello in un secondo momento. Taigen viene successivamente rapito e portato al castello di Heiji.
Seki e Akemi cadono in un'imboscata dei briganti e perdono i loro soldi e i loro trasporti. Noleggiano un carrello usando gli ultimi gioielli di Akemi, ma Akemi scopre che stanno viaggiando nella direzione sbagliata. Seki rivela di avere abbastanza soldi per noleggiare un cavallo a palazzo, e implora Akemi di rinunciare alla ricerca di Taigen e di accettare il matrimonio che ha portato davanti a suo padre. Akemi rifiuta con rabbia l'offerta e inganna un mercante di carne facendola trasportare.

## Le esigenze più particolari
Mizu cerca il bordello di Madame Kaji per dare seguito a ciò che Heiji Shindo ha rivelato su come le prostitute entrano nel castello di Abijah Fowler, l'uomo bianco che sta cercando. Kaji promette di darle le informazioni se Mizu accetterà di uccidere Kinuyo, una ragazza sordomuta che era sotto la cura di Kaji prima di essere presa con la forza dal boss della mafia locale "dai mille artigli" Hamata. Dopo aver convinto Kinuyo a credere che Mizu la proteggerà, Mizu porta a termine il suo compito e lascia la scena facendo sembrare la morte di Kinuyo un incidente. Tuttavia, mentre esce, un ragazzo la vede; Hamata arriva al bordello di Kaiji con i suoi combattenti e ordina loro di uccidere tutti.
Dopo aver realizzato che Akemi è scappata, Lord Daiichi manda i suoi uomini a cercarla. Akemi finisce nella stessa città di Mizu e la vede con la sciarpa di Taigen, entrare nel bordello. Akemi convince il fornitore a scambiarla lì. Per dimostrare la sua competenza quando Madam Kaiji le affida il compito di dare piacere a un cliente veterano con difficoltà di erezione, usa con tatto il suo interesse per la poesia e la sua competenza in materia per stimolarlo e portarlo all'orgasmo. Mentre viene applaudita per il suo talento, si offre volontaria per servire Mizu nel tentativo di drogarla.
Alla fortezza del castello, Taigen viene torturato da Shindo per avere informazioni su Mizu.

## Il ronin e la sposa
Di fronte alla minaccia degli uomini di Hamata, Mizu raduna le donne del bordello in cantina e incarica Ringo di sorvegliarle. All'interno del bordello, inizia a estrarre i mille artigli individualmente, ma uno riesce a ferire Mizu, facendole perdere lentamente le forze.
In un flashback che Mizu ha mentre viene attaccato, allegorico con la storia del primo ronin, Mizu viene vista ricevere una ferita simile da alcuni gangster, e viene poi salvata da sua madre presunta morta, che continua a combinare un matrimonio tra Mizu e un samurai caduto in disgrazia, Mikio. Mizu si apre gradualmente con il suo nuovo marito, ma quando lei lo batte in un incontro di sparring, lui la chiama un mostro. Non riesce ad aiutarla quando arrivano i soldati per riscuotere la taglia sulla sua testa. Sentendosi tradita, combatte il gruppo e li uccide. Mikio e la madre di Mizu litigano su chi ha tradito Mizu. Mikio pugnala a morte la madre di Mizu. Mizu uccide Mikio e se ne va. Una rappresentazione narrata del teatro delle marionette bunraku intervalla e completa la narrazione, con la sua protagonista femminile che alla fine si trasforma in un Onryō, uno spirito vendicativo.
In realtà, Mizu viene bloccata ma riesce a recuperare le sue forze, trasforma la sua spada in una Naginata improvvisata e uccide gli uomini di Hamata. Gli uomini inviati da Lord Daichi arrivano per riportare Akemi a casa e anche se lei supplica Mizu di aiutarla, Mizu non interviene. Ringo, arrabbiato per la decisione insensibile del suo padrone, termina il suo apprendistato.
Uscendo dalla narrazione dell'inquadratura, la principessa Akemi viene mostrata al palazzo dello Shogun.

## Tutti i sogni malvagi e le parole rabbiose
Mizu segue le istruzioni trasmesse da Madam Kaji, trovando il passaggio sotterraneo per il castello disseminato di scheletri di donne e neonati. Mentre cerca di aprire la porta per uscire dal tunnel, attiva accidentalmente una trappola d'acqua e riesce a sfuggire all'annegamento, ma perde la maggior parte della sua attrezzatura. Il suo ingresso segreto viene fatto saltare quando un soldato suona l'allarme, interrompendo l'incontro di Heiji e Fowler al piano superiore con due dei consiglieri dello Shogun mentre cospirano per uccidere lo Shogun e la sua famiglia per prendere il potere con la forza usando le pistole in possesso di Fowler.
Mizu procede verso l'alto attraverso il palazzo, subendo ferite dalle numerose trappole e guardie del castello. Alla fine, riesce a raggiungere un'area sotterranea dove si fa strada attraverso i prigionieri rilasciati prima di imbattersi nella cella in cui tiene un Taigen gravemente ferito. Lo porta con sé fino a quando non si imbatte nel gigante che porta una clava. Mizu lo sconfigge con un esplosivo che fa breccia anche nel muro esterno del castello. Poi si arrampica in cima al muro esterno mentre trasporta Taigen, e poi affronta Fowler. Spara contro di loro, ferendo Mizu e spezzando la sua spada in due. Mentre Fowler sta cercando di uccidere Taigen, Mizu lo afferra e salta nell'acqua gelida sottostante dove una mano si allunga verso di loro mentre stanno per annegare.

## Nulla si rompe
Ringo salva Mizu e Taigen, portando i loro corpi privi di sensi alla capanna di Sword Father. Durante la convalescenza, la relazione di Mizu con Taigen inizia a prendere una piega non combattiva e suggestiva. Questo viene annullato quando rivela il matrimonio di Akemi con il figlio dello Shogun e dell'imminente attacco di Fowler allo Shogunato. Taigen rifiuta la lama spezzata di Mizu e parte per Edo per salvare Akemi e avvertire lo Shogun, giurando di ucciderla al suo ritorno. Dopo diversi tentativi falliti e un'epifania che si traduce nel ricucire i legami con Ringo, Mizu riesce a ricreare la metallurgia dell'acciaio della sua spada, ma si astiene dal riforgiarla fino a quando non ha ucciso Fowler. Mizu e Ringo partono per Edo per salvare Akemi e uccidere Fowler.
Akemi si scontra con le restrizioni della sua nuova posizione nello Shogunato e sopporta le macchinazioni della sua crudele suocera. Affronta il marito, scoprendolo gentile, nonostante la sua reputazione (frutto della propaganda), e anche insicuro e malleabile a causa della sua grave balbuzie. Stringe un'intesa con lui che porta alla consumazione del loro matrimonio. Usa la sua ricchezza appena guadagnata per assumere le prostitute del bordello di Madam Kaji come sue nuove assistenti. Una di queste, Ise, la informa dei piani di Fowler che riportano al padre di Akemi, Lord Daichi, che con orrore di Akemi uccide Ise, rivelandosi coinvolto nella cospirazione. Confina quindi Akemi in una cella del seminterrato.

## Il grande incendio del 1657
Mizu chiede a Ringo di aspettare vicino alle fogne mentre salva Akemi e la manda da lui. Taigen trova Ringo e decidono di prendere d'assalto il cancello principale per avvertire lo Shogun dell'imminente attacco, che poco dopo segue quando l'esercito di Fowler sfonda le difese del castello. Seki salva Akemi dalla sua cella, rinchiudendo suo padre al suo posto, ma sono in inferiorità numerica rispetto ai soldati fino all'arrivo di Mizu. Heiji apre l'ultimo cancello dall'interno, dando a Fowler l'accesso allo Shogun e alla sua famiglia. Fowler uccide lo Shogun, ma i figli e la moglie dello Shogun fuggono dopo che Mizu si schianta, lasciando Taigen a uccidere Heiji Shindo. Mizu sottomette Fowler dopo aver appiccato un incendio nel tentativo di impedirgli di fuggire, che si diffonde rapidamente in tutto il castello e poi in città. 
Fowler dice a Mizu che dovranno recarsi a Londra per trovare gli altri due uomini bianchi, e che la donna che pensava fosse sua madre era una cameriera pagata per crescerla. Seki e Akemi chiudono il cancello principale del castello, impedendo agli uomini di Fowler di sfuggire al fuoco scoppiettante, ma Seki viene colpito a morte. Taigen trova Akemi fuori dal castello e si offre di scappare con lei, ma lei rifiuta, scegliendo di rimanere a Edo con la famiglia sopravvissuta dello Shogun e suo padre, Lord Daichi. Ringo ritorna da Sword Father, convinto che Mizu sia morta nell'incendio. Mizu parte su una nave con Fowler come suo prigioniero.